# Den feminina mystiken
Den feminina mystiken (engelska: The Feminine Mystique) är ett klassiskt feministiskt verk av Betty Friedan, som var en av pionjärerna i den andra vågens kvinnorörelse i USA. Boken utkom 1963 och utgavs år 1968 på svenska i översättning av Gun Trollbäck. 
I den feminina mystiken pekar Betty Friedan på och kritiserar starkt det hemmafruideal som var rådande vid denna tid. Hon ville slå hål på vad hon uppfattade som myten om att kvinnor endast kan finna lycka i barnavårdande och hushållsarbete. Friedan menade att kvinnor faller offer för falska föreställningar som förutsätter att de finner sin identitet i förhållande till sin man och sina barn. Familjen blir således en institution som undergräver kvinnors identiteter. 
I samband med Friedans död år 2006 menade New York Times att denna bok är bland 1900-talets mest inflytelserika. Boken har även utstått betydande kritik genom åren, exempelvis att Friedan bortser ifrån klass och etnicitet som viktiga aspekter i kvinnors liv och att boken därmed inte tilltalar svarta kvinnor eller kvinnor ur arbetarklassen.
Historikern Daniel Horowitz har forskat i bakgrunden till boken. Friedan var själv aldrig hemmafru utan arbetade alltid, även när barnen var små, och hade en heltidsanställd hushållerska. Hon arbetade under flera år som journalist på bland annat pro-stalinistiska tidskrifter.
Friedan skrev boken i Grand View-on-Hudson i Rockland County i New Yorks storstadsregion där en plakett avtäcktes 2011 i för att hedra hennes roll i grundandet av den moderna kvinnorörelsen.